# Zdolność odparowania
Zdolność odparowywania – czas, który jest potrzebny do wysuszenia materiału nasyconego wilgocią. Po wysuszeniu materiał osiąga stałą masę. Określenie zdolności odparowywania przeprowadza się w eksykatorze (naczyniu szklanym ze środkiem silnie pochłaniającym wodę).